# گاما آمینوبوتیریک اسید
گابا یا گاما آمینو بوتیریک اسید (به انگلیسی: (γ-Amino butyric acid (GABA)
یک میانجی عصبی مهم در سیستم عصبی مرکزی پستانداران است که عموماً نقش مهاری دارد یعنی موجب مهار تحریکات نورون‌ها یا تضعیف آن‌ها می‌شود. گابا ناقل عصبی اصلی به وجود آورنده IPSPs در نورون‌های مغز است و در نخاع نیز اهمیت دارد (به‌طور کلی در CNS).
گیرنده‌های گابا به دو نوع A GABA و B GABA تقسیم می‌شوند. توزیع آن در نورون‌های بینابینی سوپرااسپینال و نورون‌های بینابینی نخاع که در مهار پیش سیناپسی دخالت دارند.

## انواع گیرنده
آلفا-گابا: کانال یونی کلری (-Cl) را باز می‌کنند. IPSPs سریع توسط آنتاگونیست‌های این گابا مسدود می‌شوند.
بتا –گابا: به پروتئین‌های G متصل شده و یا کانال پتاسیمی را باز می‌کنند و یا کانال‌های کلسیمی را مسدود می‌نمایند.
IPSPs کند توسط آنتاگونیست‌های این گابا مسدود می‌شوند.

## تأثیر داروها بر روی گابا
داروهایی مثل بنزودیازپین‌ها، باربیتوراتها و بعضی از داروهای ضدتشنج مانند گاباپنتین.
آلفا-گابا به وسیله بنزودیازپین‌ها و زولپیدم و بتا–گابا توسط باکلوفن فعال می‌شود.
کاهش سطح گابا در سیستم عصبی موجب افزایش تون عضلات می‌شود.